# Protonbomlás
A protonbomlás a részecskefizikában a részecskebomlás egyik feltételezett fajtája, mely során a proton könnyebb szubatomi részecskékre bomlik, például pionra és pozitronra. A protonbomlás hipotézisét először Andrej Dmitrijevics Szaharov fogalmazta meg 1967-ben. 
A jelenséget eddig nem figyelték meg kísérletben. Ha a proton pozitronná bomlik, a proton felezési ideje legalább {\displaystyle 1,67\times 10^{34}} év. 
A standard modell szerint a proton nem bomlik el spontán, mert ez a legkönnyebb barion, és a bariontöltésnek meg kell maradnia. A protonbomlás az energiamegmaradás miatt szabad protonokon nem mehet végbe, hiszen a proton nyugalmi tömege kisebb, mint a neutroné. Viszont ha a proton kötött állapotban van az atommagon belül, akkor ez a reakció is végbemehet a kötési energia rovására. Ezt a reakciót azonban pozitronkibocsátásnak vagy más néven {\displaystyle \beta ^{+}}-sugárzásnak nevezzük, ugyanis a protonbomlással ellentétben a proton kölcsönhatásban van az atommagon belül található többi részecskével.
Egyéb, a standard modellen túlmutató elméletek szerint sérülhet a barionmegmaradás, és a proton tovább bomolhat.

## Fordítás
Ez a szócikk részben vagy egészben  a   Proton decay című angol Wikipédia-szócikk fordításán alapul.  Az eredeti cikk szerkesztőit annak laptörténete sorolja fel. Ez a jelzés csupán a megfogalmazás eredetét és a szerzői jogokat jelzi, nem szolgál a cikkben szereplő információk forrásmegjelöléseként.